# Жълтокрило червениче
Жълтокрилото червениче (Sympetrum flaveolum) е вид насекомо от семейство Плоски водни кончета (Libellulidae).

## Разпространение и местообитание
Видът е разпространен в Европа, както и в средна и северна Азия. Среща се и в България.
За размножаването му са необходими застоели води и обикновено предпочитани местообитания са торфените блата.

## Описание
Жълтокрилото водно конче, се отличава по масивното шафраново-жълто оцветяване в основата на крилата. Мъжките притежават червено тяло. Други представители на рода могат да имат сходно оцветяване, особено при женските, но не и толкова ясно изразено, както при този вид.